# Objetivo Birmania (banda)
Objetivo Birmania fue un grupo musical español. Vivió dos etapas diferenciadas. De 1982 a 1986 fueron una banda con cuatro instrumentistas masculinos y tres voces femeninas: una solista y dos coristas conocidas como las Birmettes. En 1987, se produjo un cisma en el grupo que provocó una lucha entre las dos mitades por el nombre que se resolvió en los tribunales. Los miembros que se hicieron con los derechos del nombre decidieron seguir adelante con el grupo, mientras los otros se dedicaron a otros proyectos o abandonaron la música. Tras una convocatoria de cástines, el grupo se reformó y reconvirtió en un trío vocal femenino. Esta nueva versión de la formación, completamente diferente en estructura y estilo, debutó en 1989. Objetivo Birmania se separaría definitivamente en diciembre de 1991.

## Historia

### Comienzos
Objetivo Birmania se formó en 1982, en plena movida madrileña, proponiendo una música divertida y bailable similar al funk de Kid Creole & the Coconuts. El nombre del grupo lo tomaron de una película de los años cuarenta protagonizada por Errol Flynn. La formación era totalmente novedosa dentro del panorama pop español. En un principio se trataba de un quinteto compuesto por cuatro instrumentistas masculinos (Francisco R. Musulén al teclado, Luis Elices a la guitarra, Javier Escauriaza a la batería y Carlos de France al bajo), que siempre quedaron en segundo plano, y una cantante, Mari Paz Álvarez.
Ese mismo 1982 hicieron su debut con la pequeña compañía discográfica Rara Avis, con la cual grabaron un sencillo que contenía dos temas: Shiwips y Exposición. Poco después de la grabación de este sencillo, y como apoyo a la voz de Mari Paz, decidieron incorporar otra voz femenina, aunque finalmente se unieron al grupo dos coristas llamadas Mónica Gabriel y Galán y Ana Fernández, que también hacían visuales coreografías. El periodista Tomás Cuesta bautizó a estas dos chicas como las Birmettes, en comparación con las Ikettes que acompañaban a Ike Turner y Tina Turner. Ya con las Birmettes y Mari Paz, el disco fue presentado en la Sala Rock-Ola el 13 de marzo de 1983.
Las canciones funcionaron y en 1983 grabaron otro sencillo titulado Cocofunk. Poco después, Mari Paz abandona la formación. Entonces, son invitados a participar en el rodaje y en la banda sonora de la película ¡¡¡A tope!!!, dirigida por Tito Fernández, donde incluyen la canción Telegrama (¿Cómo se va?), incluida en Cocofunk, que fue el primer éxito del grupo. Como para el rodaje, el grupo estaba sin solista, deciden contratar provisionalmente a una cantante llamada Antolina Orden Castillo, que es la que aparece en la película. Con ella hacen sus primeras apariciones en TVE en programas como Tocata, pero Antolina no cuajó en la formación y la abandonó poco después. El grupo para entonces había ido ganándose un sitio respetable en Madrid gracias a sus directos.

### Primera etapa
Recibieron ofertas de diversas multinacionales fichando finalmente por Warner en 1984. Aún sin solista, la hermana de Mónica pone la cara en las fotos promocionales. Entonces convocan un casting del que saldrá elegida Yolanda Hens, y con ella grabaron el primer álbum del grupo, Tormenta a las diez, producido por Julián Ruiz. Uno de los temas que contenía, Desidia, se convirtió en el mayor éxito de la primera etapa del grupo y fue nominado por Radio 3 como la canción del verano de 1984. No te aguanto más, con los chicos rapeando y las chicas cantando el estribillo, también tuvo un notable éxito como sencillo. Presentaron su espectáculo por toda España.
Un año después se publicó su segundo álbum, Todos los hombres son iguales. El primer sencillo contenía el tema Baila para mí, que posteriormente fue editado en formato maxi para discoteca. La respuesta comercial fue muy buena, aunque menor que la obtenida con Desidia. Sin embargo, Baila para mí obtuvo gran popularidad como jingle publicitario de la marca de helados Miko, rebautizado como el popular eslogan Miko para ti, si bien el jingle no fue interpretado por el grupo. El tema Siroco fue editado posteriormente también en formato sencillo y maxi. El tercer sencillo que se extrajo fue Todos los hombres son iguales. Siguieron actuando en España durante ese año y a principios de 1986. En ese año se estrena la serie Segunda Enseñanza, de la que el grupo haría una canción para la misma, titulada homónimamente.
Su segundo álbum también fue producido por Julián Ruiz y en opinión del grupo sus producciones no reflejaban el sonido más funky de sus directos y maquetas; las guitarras, ritmos de baile y líneas de bajo se veían reemplazadas por Fairlights y sonidos sintéticos, por lo que el resultado final de las grabaciones en estudio poco tenía que ver con las composiciones originales. Acerca de sus producciones y las presiones de su sello WEA, Yolanda Hens señaló:

Pese a nuestro poderío en directo todas nuestras ilusiones se fueron apagando con las pocas ventas realizadas de los discos, a pesar de las muchísimas televisiones que pudimos hacer (¡Qué contrasentido!); todo ello fue motivado por una muy mala producción de nuestros discos, a cargo del productor Julián Ruiz que, en lugar de potenciar ese sonido nuestro (bajos al más puro estilo “funky”,  guitarras rítmicas, y dibujos desenfadados de teclados etc), hizo justo lo contrario: hacer un sonido nuevo de “O.B.".

### Transición
Dentro de esta formación tan numerosa, un ambiente cada vez más enrarecido, fruto del agotamiento de las giras unido a la diversidad de caracteres de los componentes y la bajada de ventas, desató la tensión dentro del grupo. Algunos miembros culparon a Yolanda, última en entrar, de la bajada de las ventas, y la expulsaron de la formación, mientras que otros se posicionaron a su lado, lo que provocó en 1987 una escisión en el grupo, quedando por un lado Francisco R. Musulén, Luis Elices y Ana Fernández, y por otro Mónica Gabriel y Galán, Carlos de France y Javier Escauriaza, cercanos estos últimos a Yolanda Hens.
Los primeros intentaron continuar con el grupo, incluso contrataron una nueva Birmette para sustituir a Mónica llamada Vicky Santos y un solista masculino para sustituir a Yolanda llamado Miguel Morant, y lo pusieron todo a punto para grabar un tercer álbum, pero entonces Carlos y Javier, que vieron que el registro del nombre Objetivo Birmania no había sido renovado, lo registraron a su nombre y paralizaron las galas y proyectos de aquellos como Objetivo Birmania. Tras esto, Francisco y Luis se fueron a Ciudad Jardín y Javier, tras vender su parte del registro del nombre a Carlos, dejó la música. Esta crisis interna hizo que Ana Fernández también decidiera dejar la música para seguir con sus estudios, aunque aún se la pudo ver en televisión a finales de 1987 en el programa Un, dos, tres... como secretaria suplente en dos programas, los dedicados a El juego y La fotografía, siendo presentada por Mayra Gómez Kemp de esta forma: «Se llama Ana, y pertenecía al grupo Objetivo Birmania, ya disuelto».
Así pues, Carlos de France y Mónica Gabriel y Galán quedaron como únicos miembros de la formación anterior, y decidieron reformar el grupo en 1989. En un principio contaron con Yolanda Hens para tal reforma, pero al encontrarse embarazada decidió limitarse a grabar maquetas del futuro nuevo álbum y retirarse definitivamente del grupo. Objetivo Birmania se convirtió entonces, tras unos cástines, en un trío vocal femenino al estilo de Bananarama y Flans  formado por Mónica y las dos nuevas vocalistas, Lola Baldrich y Marisa Pino. Carlos de France lo dirigía pero prefería no aparecer como miembro del grupo.

### Segunda etapa
Como presentación del nuevo Objetivo Birmania, grabaron un videoclip con la canción Los amigos de mis amigas son mis amigos que se convirtió en una de las canciones de mayor éxito de 1989 incluso antes de que unos meses después saliera, con la discográfica Epic Records el nuevo álbum titulado igual que esa canción, Los amigos de mis amigas son mis amigos. Después, entre 1989 y 1990 también tendrían éxito, aunque bastante más moderado, con temas como La caza o Mi último fracaso.
Ya en 1990, persiguiendo su sueño de ser actriz, Lola Baldrich abandonó la formación y fue sustituida por Sol Abad. Con ella, en 1991 publicaron Los hombres no ligan, que tuvo escasa repercusión, salvo el sencillo Con faldas y a lo loco, y débilmente, lo que hizo que el grupo se desintegrara el 31 de diciembre de 1991 tras una gira de despedida y un comunicado a los medios.

## Discografía

### Primera época (1982-1986)

#### Sencillos sin álbum
- 1982: Shiwips (Rara Avis)
- 1983: Cocofunk (Rara Avis)
- 1984: Ves lo que pasa (La bola de cristal)

#### Álbumes
- 1984: Tormenta a las 10 (Warner)
- 1985: Todos los hombres son iguales (Warner)

#### Sencillos
- 1984: Desidia
- 1984: Llorando hasta el amanecer
- 1984: No te aguanto más
- 1985: Baila para mí
- 1985: En un rincón del corazón
- 1985: Siroco
- 1986: Todos los hombres son iguales

### Segunda época (1989-1991)

#### Álbumes
- 1989: Los amigos de mis amigas son mis amigos (Epic Records)
- 1991: Los hombres no ligan (Epic)

#### Sencillos
- 1989: Los amigos de mis amigas son mis amigos
- 1989: Mi último fracaso
- 1989: La caza
- 1990: A mi chico le gusta el inglés
- 1990: Qué importa la edad
- 1991: Con faldas y a lo loco
- 1991: Corazón con freno y marcha atrás
- 1991: Y yo con estos pelos (La más guapa de la fiesta)